# Cercle Brugge in het seizoen 2010/11
Hieronder staan de statistieken en wedstrijden van de Belgische voetbalploeg Cercle Brugge in het seizoen 2010-2011.

## Resultaten
- Cercle speelde dit seizoen voor het eerst sinds 1996-97 Europees. In de Europa League, na eerst het Finse TPS Turku uitgeschakeld te hebben, stootte Cercle door naar de derde voorronde waar het uitgeschakeld werd door het Cypriotische Anorthosis Famagusta. Zo werd voor het eerst in de clubgeschiedenis een Europese tegenstander uitgeschakeld.
- In de Beker van België strandde Cercle in de halve finales.
- In de reguliere competitie eindigde Cercle 9e met 39 punten. Cercle won play-off IIA en speelde zo de play-off II-finale tegen pay-off IIB-winnaar Westerlo. Cercle verloor de finale.

## Seizoensverloop
Nog voor het begin van seizoen 2010-2011, op 21 mei 2010, raakte bekend dat trainer De Boeck zijn contract eenzijdig verbrak en overstapte naar GBA, waar hij een contract tekende voor drie seizoenen. Volgens De Boeck zou de overeenkomst er gekomen zijn tijdens een gesprek over een kapotte grasmaaier. Op 27 mei 2010 werd Bob Peeters aangesteld als nieuwe hoofdtrainer. Hij kwam over van AA Gent, waar hij beloftentrainer was.
Cercle speelde dankzij de verloren bekerfinale in het seizoen 2008-2009 voor het eerst sinds 1996-97 Europees. In de 2e voorronde van de Europa League, schakelde Cercle eerst het Finse TPS Turku uit. Zo werd voor het eerst in de clubgeschiedenis een tegenstander uit de Europa League uitgeschakeld. Hierna stootte Cercle door naar de derde voorronde waar het na winst in de heenmatch in de terugmatch uitgeschakeld werd door het Cypriotische Anorthosis Famagusta.
Cercle deed in het tussenseizoen weinig transfers, maar haalde 3 huurlingen binnen van Sporting Lissabon die zowat onmiddellijk een basisplaats verwierven.
Na drie speeldagen in de Jupiler League won Cercle de Brugse derby met 3-1.
Nadat eind augustus nog steeds geen akkoord was over de overgang van De Boeck naar GBA dreigde Cercle met een rechtszaak tegen De Boeck en GBA. Uiteindelijk werd de kwestie De Boeck na 4 speeldagen intern geregeld tussen beide partijbesturen. Inbegrepen in de deal was de overgang van Vusumuzi Nyoni naar GBA.
Net voor het sluiten van de transferperiode werd nog één uitgaande transfer gedaan: middenvelder Jonas Buyse werd uitgeleend voor 1 jaar aan SV Roeselare.
Op 21 november 2010 werd de uitderby gewonnen met 0-1, waardoor Cercle voor het eerst sinds het seizoen 1992-'93 6 op 6 haalde in de Brugse burenstrijd.

## Spelerskern
| Naam                      | Positie | Nationaliteit            | Rugnummer | Contract tot |
| ------------------------- | ------- | ------------------------ | --------- | ------------ |
| Bram Verbist              | GK      | Vlag van België          | 25        | 2012         |
| Jo Coppens                | GK      | Vlag van België          | 1         | 2014         |
| Nicaise Kudimbana         | GK      | Vlag van Congo-Kinshasa  | 16        | 2011         |
| Igor Gjuzelov             | V       | Vlag van Noord-Macedonië | 20        | 2011         |
| Anthony Portier           | V       | Vlag van België          | 3         | 2012         |
| Denis Viane               | V       | Vlag van België          | 7         | 2012         |
| Bernt Evens               | V       | Vlag van België          | 4         | 2012         |
| Gregory Mertens           | V       | Vlag van België          | 2         | 2013         |
| Hans Cornelis             | V       | Vlag van België          | 8         | 2015         |
| Nuno Reis                 | V       | Vlag van Portugal        | 19        | 2011         |
| Frederik Boi              | VM      | Vlag van België          | 12        | 2013         |
| Kristof D'haene           | M       | Vlag van België          | 30        |              |
| Honour Gombami            | M       | Vlag van Zimbabwe        | 5         | 2012         |
| Serhij Serebrennikov      | M       | Vlag van Oekraïne        | 14        | 2013         |
| Tony Sergeant             | M       | Vlag van België          | 17        | 2012         |
| Lukas Van Eenoo           | M       | Vlag van België          | 24        | 2015         |
| Arnar Viðarsson           | M       | Vlag van IJsland         | 6         | 2011         |
| Reynaldo dos Santos Silva | M       | Vlag van Brazilië        | 18        | 2011         |
| Kevin Packet              | M       | Vlag van België          | 26        |              |
| Karel Van Roose           | M       | Vlag van België          | 28        | 2015         |
| Renato Neto               | M       | Vlag van Brazilië        | 21        | 2011         |
| Oleg Iachtchouk           | A       | Vlag van Oekraïne        | 9         | 2013         |
| Dominic Foley             | A       | Vlag van Ierland         | 15        | 2012         |
| Wang Yang                 | A       | Vlag van China           | 11        |              |
| Bojan Božović             | A       | Vlag van Montenegro      | 10        | 2011         |
| William Owusu Acheampong  | A       | Vlag van Ghana           | 38        | 2011         |
| Papa Sene                 | A       | Vlag van Senegal         | 22        | 2013         |
| Milan Purović             | A       | Vlag van Montenegro      | 27        | 2011         |
| Arne Naudts               | A       | Vlag van België          | 34        |              |

- Laatst bijgewerkt: 12 mei 2011.

### Uitgeleende spelers
- Jonas Buyse (SV Roeselare, onder contract bij Cercle tot 2013)[13]
- Rubin Dantschotter (KV Oostende, onder contract bij Cercle tot 2012)

## Transfers

### Transfers in het tussenseizoen (juni-augustus 2010)
IN:
- Olivier Mukendi (geleend van RSC Anderlecht)
- Reynaldo dos Santos Silva (geleend van RSC Anderlecht)
- Renato Neto (geleend van Sporting Lissabon)
- Nuno Reis (geleend van Sporting Lissabon)
- Kristof D'haene (Club Brugge)
- William Owusu Acheampong (geleend van Sporting Lissabon)[14]

UIT:
- Jelle Vossen (terug naar KRC Genk)
- Olivier Claessens (FC Dender)[15]
- Sam Devinck (FC Dender)
- Vusumuzi Nyoni (Germinal Beerschot)[16]
- Jonas Buyse (uitgeleend aan SV Roeselare)

### Transfers in de winterstop (januari 2011)
IN:
- Papa Sene (VV Coxyde)[17]
- Milan Purović (Sporting Lissabon, op uitleenbasis)[18]
- Gregory Mertens (AA Gent)[19]
- Nicaise Kudimbana (gehuurd van Anderlecht)[20]

UIT:
- Olivier Mukendi (terug naar Anderlecht, uitgeleend aan Union)[21]
- Rubin Dantschotter (uitgeleend aan KV Oostende)[22]
- Dejan Kelhar (Legia Warschau)[23]

## Technische staf

### Trainersstaf
- Hoofdtrainer: Bob Peeters
- Assistent-trainer: Ronny Desmedt
- Assistent-trainer: Lorenzo Staelens
- Fysiek trainer: Wim Langenbick
- Keepertrainer: Danny Vandevelde

### Sportmanagement
- Sports manager: Patrick Rotsaert

### Scouting
- Hoofdscout: Lorenzo Staelens
- Scouts: Jules Govaert, Dirk Mostaert en David Colpaert

### Medische staf
- Arts: Marc Soenen
- Kine: Albert Van Osselaer en Geert Leys

## Programma
Bron:

### Oefenwedstrijden
| datum    | thuisploeg    | bezoekers        | score | doelpunten Cercle                   | opmerkingen                                                     |
| -------- | ------------- | ---------------- | ----- | ----------------------------------- | --------------------------------------------------------------- |
| 23/06/10 | KWS Oudenburg | Cercle Brugge    | 1-0   |                                     |                                                                 |
| 26/06/10 | FC Luik       | Cercle Brugge    | 1-5   | Foley (2), Cornelis, Bozovic, Nyoni |                                                                 |
| 29/06/10 | Cercle Brugge | HSV Hoek         | 1-0   | Reynaldo                            | Deze wedstrijd wordt gespeeld in Diksmuide                      |
| 02/07/10 | Cercle Brugge | KV Kortrijk      | 1-0   | Foley                               | Deze wedstrijd wordt gespeeld in Veldegem                       |
| 06/07/10 | Cercle Brugge | Sarilhenses      | 1-1   | Bozovic                             | Deze wedstrijd wordt gespeeld tijdens de oefenstage in Lissabon |
| 10/07/10 | Cercle Brugge | Sporting Lokeren | 1-1   | Reynaldo                            | Deze wedstrijd wordt gespeeld in Eernegem                       |
| 02/09/10 | Cercle Brugge | Vitesse          | 1-0   | Naudts                              | Deze wedstrijd wordt gespeeld op het veld van KFC Varsenare     |
| 09/10/10 | Le Havre      | Cercle Brugge    | 2-1   | Foley                               |                                                                 |

### Competitiewedstrijden

#### Reguliere competitie
| datum      | speeldag | thuisploeg         | bezoekers          | score | doelpunten                                                    | puntenaantal Cercle | opmerkingen |
| ---------- | -------- | ------------------ | ------------------ | ----- | ------------------------------------------------------------- | ------------------- | --- |
| 01/08/2010 | 1        | Cercle Brugge      | Sporting Charleroi | 1-1   | Reynaldo 1-0, Gueye 1-1                                       | 1                   | |
| 08/08/2010 | 2        | Germinal Beerschot | Cercle Brugge      | 0-0   |                                                               | 2                   | |
| 15/08/2010 | 3        | Cercle Brugge      | Club Brugge        | 3-1   | Neto 1-0, Hoefkens 1-1, Boi 2-1, Evens 3-1                    | 5                   | |
| 21/08/2010 | 4        | SV Zulte Waregem   | Cercle Brugge      | 4-0   | Habibou 1-0, D'Haene 2-0, Sterckx 3-0, Meert 4-0              | 5                   | |
| 28/08/2010 | 5        | Cercle Brugge      | Sporting Lokeren   | 1-1   | Leko 0-1, Reynaldo 1-1                                        | 6                   | |
| 11/09/2010 | 6        | Standard Luik      | Cercle Brugge      | 2-0   | Witsel 1-0, Tchité 2-0                                        | 6                   | |
| 18/09/2010 | 7        | Cercle Brugge      | Sint-Truiden VV    | 4-2   | Camara 0-1, Evens 1-1, Camara 1-2, Iachtchouk 2-2, 3-2 en 4-2 | 9                   | |
| 22/09/2010 | 8        | KV Mechelen        | Cercle Brugge      | 2-2   | Wilmet 1-0, Gorius 2-0, Owusu 2-1, Neto 2-2                   | 10                  | |
| 25/09/2010 | 9        | Cercle Brugge      | KV Kortrijk        | 2-1   | Mboyo 0-1, Neto 1-1, Owusu 2-1                                | 13                  | |
| 02/10/2010 | 10       | Lierse SK          | Cercle Brugge      | 0-1   | Cornelis 0-1                                                  | 16                  | |
| 17/10/2010 | 11       | Cercle Brugge      | RSC Anderlecht     | 1-0   | Iachtchouck 1-0                                               | 19                  | |
| 23/10/2010 | 12       | Cercle Brugge      | AS Eupen           | 2-1   | Owusu 1-0, Milicevic 1-1, Reynaldo 2-1                        | 22                  | |
| 30/10/2010 | 13       | KVC Westerlo       | Cercle Brugge      | 2-1   | Dekelver 1-0, Reynaldo 1-1, De Petter 2-1                     | 22                  | |
| 07/11/2010 | 14       | Cercle Brugge      | AA Gent            | 0-1   | Smolders 0-1                                                  | 22                  | |
| 13/11/2010 | 15       | KRC Genk           | Cercle Brugge      | 3-0   | Ogunjimi 1-0, Barda 2-0, Hubert 3-0                           | 22                  | |
| 21/11/2010 | 16       | Club Brugge        | Cercle Brugge      | 0-1   | D'Haene 0-1                                                   | 25                  | |
| 27/11/2010 | 17       | Cercle Brugge      | Germinal Beerschot | 1-1   | Haroun 0-1, Boi 1-1                                           | 26                  | |
| 11/12/2010 | 19       | Cercle Brugge      | SV Zulte Waregem   | 1-3   | Habibou 0-1, Reis 1-1, Habibou 1-2, Chevalier 1-3             | 26                  | |
| 26/12/2010 | 21       | Cercle Brugge      | Standard Luik      | 1-0   | Reynaldo 1-0                                                  | 29                  | |
| 22/01/2011 | 23       | Cercle Brugge      | Lierse SK          | 3-0   | Boi 1-0, Owusu 2-0, Neto 3-0                                  | 32                  | |
| 29/01/2011 | 24       | KV Kortrijk        | Cercle Brugge      | 2-1   | Iachtchouk 0-1, Messoudi 1-1, Messoudi 2-1                    | 32                  | |
| 02/02/2011 | 20       | Sporting Lokeren   | Cercle Brugge      | 2-1   | Taravel 1-0, Boi 1-1, De Ceulaer 2-1                          | 32                  | Deze wedstrijd was gepland op 18 december 2010, maar werd net voor de aftrap afgelast wegens de slechte weersomstandigheden |
| 05/02/2011 | 25       | Cercle Brugge      | KV Mechelen        | 0-1   | Gorius 0-1                                                    | 32                  | |
| 12/02/2011 | 26       | RSC Anderlecht     | Cercle Brugge      | 1-0   | Boussoufa 1-0                                                 | 32                  | |
| 19/02/2011 | 27       | AS Eupen           | Cercle Brugge      | 0-0   | /                                                             | 33                  | |
| 27/02/2011 | 22       | Sint-Truiden VV    | Cercle Brugge      | 0-3   | Sergeant 0-1, Reynaldo 0-2 & 0-3                              | 36                  | Deze wedstrijd was gepland op 27 december 2010 maar werd uitgesteld wegens de slechte weersomstandigheden. |
| 05/02/2011 | 28       | Cercle Brugge      | VC Westerlo        | 0-1   | Dekelver 0-1                                                  | 36                  | |
| 12/03/2011 | 29       | AA Gent            | Cercle Brugge      | 1-0   | Mboyo                                                         | 36                  | |
| 20/03/2011 | 30       | Cercle Brugge      | KRC Genk           | 0-1   | Ogunjimi                                                      | 36                  | |
| 23/03/2011 | 18       | Sporting Charleroi | Cercle Brugge      | 0-3   | Evens 0-1, Foley (p.) 0-2, Boi 0-3                            | 39                  | Aanvankelijk gepland op 4 december 2010 en uitgesteld door de sneeuwval. Op 21 december 2010 sprak het Sportcomité van de voetbalbond een 0-5 forfaitoverwinning uit voor Cercle omdat Charleroi er niet alles aan gedaan zou hebben om het veld speelklaar te krijgen. Charleroi ging in beroep, maar de forfaitzege werd in beroep bevestigd. Charleroi ging in evocatie tegen deze beslissing. De evocatiecommissie bestempelde de klacht van Charleroi als "ongegrond" en de 0-5 werd bevestigd. Op 17 maart 2011 besliste de Arbitragecommissie voor de Sport echter dat de match toch gespeeld moet worden. |

#### Play-off IIA
| datum      | speeldag | thuisploeg        | bezoekers         | score | doelpunten                                    | puntenaantal Cercle | opmerkingen |
| ---------- | -------- | ----------------- | ----------------- | ----- | --------------------------------------------- | ------------------- | --- |
| 02/04/2011 | 1        | Cercle Brugge     | Lierse SK         | 0-0   |                                               | 1                   | |
| 09/04/2011 | 2        | Sint-Truidense VV | Cercle Brugge     | 1-1   | Foley 0-1, Sidibe 1-1                         | 2                   | |
| 16/04/2011 | 3        | KV Mechelen       | Cercle Brugge     | 0-0   |                                               | 3                   | |
| 23/04/2011 | 4        | Cercle Brugge     | KV Mechelen       | 3-1   | Evens 1-0, D'Haene 2-0, Foley 3-0, Gorius 3-1 | 6                   | |
| 30/04/2011 | 5        | Lierse SK         | Cercle Brugge     | 3-0   | De Wree 1-0, Radzinski 2-0, El-Gabas 3-0      | 6                   | |
| 07/05/2011 | 4        | Cercle Brugge     | Sint-Truidense VV | 1-0   | lachtchouk 1-0                                | 9                   | Cercle haalde met deze overwinning de meeste punten in de play-off IIA en speelt zo de finale tegen Westerlo, dat play-off IIB won. |

#### Finale Play-off II
| datum      | thuisploeg    | bezoekers     | score | doelpunten                                          | opmerkingen              |
| ---------- | ------------- | ------------- | ----- | --------------------------------------------------- | ------------------------ |
| 13/05/2011 | KVC Westerlo  | Cercle Brugge | 3-0   | Henrique 0-1, 0-2, Ngolok 0-3                       |                          |
| 16/05/2011 | Cercle Brugge | KVC Westerlo  | 2-2   | Chavez 0-1, D'Haene 1-1, Iachtchouck 2-1, Annab 2-2 | Westerlo wint de finale. |

### Beker van België
| datum      | ronde              | thuisploeg         | bezoekers          | score | doelpunten                                                               | opmerkingen |
| ---------- | ------------------ | ------------------ | ------------------ | ----- | ------------------------------------------------------------------------ | --- |
| 26/10/2010 | 1/16 finale        | KFC Lille          | Cercle Brugge      | 0-4   | Van Eenoo 0-1, D'Haene 0-2, Van Eenoo 0-3, Reynaldo 0-4                  | |
| 10/11/2010 | 1/8 finale         | Cercle Brugge      | Waasland-Beveren   | 3-1   | Cornelis 1-0, Reynaldo 2-0, Cornelis 3-0, Gommans 3-1                    | |
| 26/01/2011 | 1/4 finale (heen)  | Cercle Brugge      | Germinal Beerschot | 2-0   | Wang 1-0, Cornelis 2-0                                                   | De wedstrijd moest oorspronkelijk gespeeld worden op 22 december 2010, maar werd wegens de slechte weersomstandigheden uitgesteld. |
| 02/03/2011 | 1/4 finale (terug) | Germinal Beerschot | Cercle Brugge      | 1-1   | Cruz 1-0, Owusu 1-1                                                      | |
| 16/03/2011 | 1/2 finale (heen)  | KVC Westerlo       | Cercle Brugge      | 0-0   |                                                                          | |
| 06/04/2011 | 1/2 finale (terug) | Cercle Brugge      | KVC Westerlo       | 3-3   | Neto 1-0, Henrique 1-1, D'Haene 2-1, Ngolok 2-2, Henrique 2-3, Foley 3-3 | Cercle uitgeschakeld |

### Europa League
| datum      | ronde                    | thuisploeg                 | bezoekers                  | score | doelpunten                                 | opmerkingen                                                    |
| ---------- | ------------------------ | -------------------------- | -------------------------- | ----- | ------------------------------------------ | -------------------------------------------------------------- |
| 15/07/2010 | Tweede voorronde (heen)  | Cercle Brugge              | TPS Turku (FIN)            | 0-1   | Ääritalo 0-1                               | Deze wedstrijd werd gespeeld in het Jules Ottenstadion te Gent |
| 22/07/2010 | Tweede voorronde (terug) | TPS Turku (FIN)            | Cercle Brugge              | 1-2   | Johansson 1-0, Reynaldo 1-1, Van Eenoo 1-2 |                                                                |
| 29/07/2010 | Derde voorronde (heen)   | Cercle Brugge              | Anorthosis Famagusta (CYP) | 1-0   | Foley 1-0                                  |                                                                |
| 05/08/2010 | Derde voorronde (terug)  | Anorthosis Famagusta (CYP) | Cercle Brugge              | 3-1   | Cafu 1-0, Cafu 2-0, Owusu 2-1, Cafu 3-1    | Cercle uitgeschakeld                                           |